# غابرييل روبيني
غابرييل روبيني (بالإيطالية: Gabriele Rubini)‏ هو لاعب كرة قدم وطاهي ولاعب اتحاد الرغبي ومقدم تلفزيوني إيطالي في مركز حامي الأجناب ‏، ولد في 30 يونيو 1983 في فراسكاتي في إيطاليا. لعب مع S.S. Lazio Rugby 1927 ‏.

## وصلات خارجية
- غابرييل روبيني على موقع ItsRugby.co.uk (الإنجليزية)
- غابرييل روبيني على موقع IMDb (الإنجليزية)